# Mặt trận Quốc dân Đảng Việt Nam
Mặt trận Quốc dân Đảng Việt Nam (thường được gọi tắt là Việt Quốc) là một liên minh các chính đảng quốc gia Việt Nam tồn tại trong giai đoạn 1945 - 1946.

## Bối cảnh
Sau khi khởi nghĩa Yên Bái thất bại, nhiều đảng viên trốn thoát đã cố gắng xây dựng lại lực lượng. Tuy nhiên, lực lượng của Việt Nam Quốc dân Đảng quốc nội bộ phân hóa thành rất nhiều nhóm, trong đó có 2 nhóm lớn nhất là: 
- Nhóm Hà Nội (Tân Việt Nam Quốc dân Đảng) với lãnh tụ Nguyễn Thế Nghiệp, Ngô Thúc Địch, Nhượng Tống
- Nhóm Quảng Nam với lãnh tụ Phan Khôi, Phan Kích Nam.

Một số khác như Trần Huy Liệu, Nguyễn Bình li khai, hợp tác với những người cộng sản hoặc xây dựng lực lượng riêng. Số đảng viên ở Trung Quốc cũng bị phân hóa thành nhiều nhóm, trong đó 2 nhóm lớn nhất là:
- Nhóm Quảng Châu với lãnh tụ Lệnh Trạch Dân và Nguyễn Hải Thần, về sau thành lập Việt Nam Cách mệnh Đảng (tức Đảng Cách mệnh An Nam), sau đó đổi tên là Việt Nam Quốc dân Cách mệnh Đảng (tức Đảng Quốc gia Cách mệnh An Nam).
- Nhóm Vân Nam với lãnh tụ Lê Phú Hiệp và Nguyễn Thế Nghiệp. Nhóm chủ trương bạo lực vũ trang để gây thanh thế, thành lập "Trung - Việt Cách mệnh Liên quân" (tức "Liên minh cách mệnh Trung Hoa – An Nam") làm lực lượng quân sự.

Được sự hỗ trợ và khuyến khích của Trung Hoa Quốc dân Đảng, từ 15 đến 24 tháng 7 năm 1932, tại Nam Kinh, các nhóm hải ngoại đã họp hội nghị hợp nhất, thành lập một tổ chức chung mang tên Việt Nam Quốc dân Đảng Hải ngoại Biện sự xứ (Bureau d’Outre – Mer du Việt Nam Quốc dân Đảng), còn gọi là Hải ngoại bộ, với thành phần lãnh đạo ban đầu gồm: Vy Đặng Tường (nhóm Quảng Châu) làm Chủ nhiệm, Trưởng ban Tổ chức; Đào Chủ Khải (nhóm Vân Nam) làm Bí thư, Trưởng ban tuyên truyền giáo dục; Nghiêm Xuân Chí (Quảng Châu) làm Thủ quỹ, Trưởng ban kinh tài và trinh thám; Vũ Tiến Lữ (Vân Nam), Trần Ngọc Tuân (Vân Nam), Vũ Văn Giản tức Vũ Hồng Khanh (Vân Nam) và Vũ Bá Biền (nhóm Đông Hưng) làm ủy viên.
Bấy giờ, tinh thần của cuộc khởi nghĩa Yên Bái cũng đã làm dấy lên mạnh mẽ phong trào đấu tranh theo chủ nghĩa Tam Dân. Hàng loạt các đảng phái Quốc dân ra đời, mạnh nhất là Việt Nam Cách mệnh Đồng minh Hội do Nguyễn Hải Thần sáng lập năm 1936, Đại Việt Quốc dân đảng do Trương Tử Anh (1914-1946) sáng lập 1938, Đại Việt Dân chính Đảng do Nguyễn Tường Tam sáng lập năm 1938. Một lần nữa, chính phủ Trung Hoa Quốc dân Đảng đã khuyến cáo và hỗ trợ cho các đảng phái Quốc dân liên minh với nhau để tạo lợi thế chính trị sau này.
Tháng 5 năm 1945, tại Trùng Khánh (Trung Quốc), Việt Nam Quốc dân Đảng liên minh với Đại Việt Quốc dân Đảng (lãnh tụ Trương Tử Anh) và Đại Việt Dân Chính đảng (lãnh tụ Nguyễn Tường Tam) thành một tổ chức mới, ở trong nước thì lấy tên là Đại Việt Quốc dân đảng, còn ở Trung Quốc thì lấy tên là Quốc dân Đảng Việt Nam, tránh dùng danh xưng Đại Việt vì lý do tế nhị trong giao tế với bạn đồng minh Trung Hoa. Sau đó các đại biểu của 3 đảng kết hợp trong tổ chức mới lên Trùng Khánh gặp Bí thư Trưởng Trung Quốc Quốc Dân Đảng Ngô Thiết Thành, yết kiến Ủy viên trưởng Chính phủ Trung Hoa Dân Quốc Tưởng Giới Thạch, và dự lễ liên hoan do Quốc dân Đảng Trung Quốc tổ chức chào mừng Quốc dân Đảng Việt Nam.

## Trở về Việt Nam
Năm 1945, lực lượng quân sự Việt Nam Quốc dân Đảng (Việt Quốc) và Việt Nam Cách mệnh Đồng minh hội (Việt Cách) dưới sự hỗ trợ của quân đội Trung Hoa trở về Việt Nam. Việt Quốc đã đánh chiếm Lào Cai và cướp chính quyền ở Sa Pa.
Theo tài liệu của tổ chức Việt quốc, trong giai đoạn 1945 -1946: Tại miền Bắc và Trung Việt, Việt Nam Quốc dân Đảng thành lập các chiến khu:
- Đệ Nhất Chiến Khu gồm các tỉnh Hải Dương, Kiến An, Hải Phòng, Quảng Yên, Hòn Gai và Móng Cáy.
- Đệ Nhị Chiến Khu gồm các tỉnh Bắc Ninh, Bắc Giang, Lạng Sơn, và bộ Tư lệnh tại Đáp Cầu.
- Đệ Tam Chiến Khu là "địa bàn chủ lực" của Việt Nam Quốc dân Đảng, bao gồm một vùng rộng lớn từ Trung du đến Thượng du Bắc Việt và chia thành nhiều chiến khu quan trọng: chiến khu Hà Giang, Vĩnh Yên, Yên Bái, Phú Thọ, Việt Trì, Lào Cai.
- Đệ Tứ Chiến Khu gồm các tỉnh Hưng Yên và Thái Bình.
- Đệ Ngũ Chiến Khu gồm các tỉnh Hà Nam, Nam Định và Ninh Bình. Chiến Khu này, trong đó có Phân Khu Phát Diệm thuộc Giáo Khu Phát Diệm dưới sự lãnh đạo của Bạch Vân, phụ tá bởi Phạm Quốc Trỵ, hoạt động đến cuối năm 1949.
- Đệ Lục Chiến Khu gồm tỉnh Thanh Hóa.
- Đệ Thất Chiến Khu gồm các tỉnh miền Trung: Quảng Bình, Quảng Trị, Thừa Thiên, Đà Nẵng, Quảng Ngãi, Bình Định, Phú Yên, Khánh Hòa, Phan Rang, và Bình Thuận.

Tại mỗi chiến khu, Quốc Dân Quân được tổ chức thành đội ngũ "lên tới cấp sư đoàn vào năm 46". Quốc Dân Quân thời đó cũng kiểm soát các tỉnh dọc biên giới như Cao Bằng, Lạng Sơn, Lai Châu, Móng Cáy, "với sự hậu thuẫn của các sắc dân thiểu số địa phương như Nùng, Tầy, Thái",...
Trong Nam, Nguyễn Hòa Hiệp thành lập Đệ Tam Sư đoàn Dân quân, qui tụ Việt Nam Quốc dân Đảng và một số đảng phái không theo chủ nghĩa cộng sản như Việt Nam Quốc gia Đảng, Huỳnh Long Đảng, Việt Nam Ái Quốc Đoàn, và một nhóm Phật giáo. Nguyễn Hòa Hiệp, cựu sĩ quan cấp tướng của quân đội Trung Hoa Dân Quốc, giữ chức sư đoàn trưởng, "mở các mặt trận chống Pháp" tại miền Đông cho đến Tây Ninh và Gia Định.

## Xung đột với Việt Minh
Thời gian này Việt quốc bị kẹp giữa Việt Minh và thực dân Pháp. Việt Quốc vừa chống thực dân Pháp vừa đối đầu với Việt Minh. Tại Hà Nội, Việt Nam Quốc dân Đảng ra tuần báo Chính nghĩa và nhật báo Việt Nam.
Ngày 19 tháng 11 năm 1945, tướng Tiêu Văn đứng ra tổ chức một cuộc hội nghị hòa giải có Việt Nam Quốc dân Đảng, Việt Nam Cách mạng Đồng minh Hội và Việt Minh tham gia. Sau khi bàn bạc, cả ba phái đều thỏa thuận thành lập một Chính phủ liên hiệp, quân đội các bên không dùng vũ lực giải quyết những vấn đề bất đồng, đồng thời chấm dứt việc công kích nhau trên báo chí. Ngày 24 tháng 11, đại biểu ba đảng trên lại gặp nhau và ký vào bản "Đoàn kết tinh thành". Kết quả là Việt Quốc có 50 ghế đại biểu Quốc hội không qua bầu cử và Nguyễn Tường Long, người của Việt Quốc được cử làm Thứ trưởng Bộ Quốc dân kinh tế trong Chính phủ liên hiệp lâm thời.

## Thành lập
Ngày 15 tháng 12 năm 1945, ở phố Jambert, khu Ngũ Xã (Hà Nội), thực hiện nghị quyết Trùng Khánh, Mặt trận Quốc dân Đảng Việt Nam gồm 3 đảng ra công khai, với tên gọi chung là Việt Nam Quốc dân Đảng, với Trương Tử Anh (Đại Việt Quốc dân đảng), làm Chủ tịch, Vũ Hồng Khanh (Việt Nam Quốc dân Đảng) làm Bí thư trưởng và Nguyễn Tường Tam (Đại Việt Dân chính Đảng) làm Tổng Thư ký. Phần chỉ huy tối cao bí mật có: Trương Tử Anh, Nguyễn Tiến Hỷ, Vũ Hồng Khanh, Nghiêm Kế Tổ và Nguyễn Tường Tam.
Chương trình của Mặt trận gồm những nguyên tắc chung:
- Thống nhất quốc gia
- Cương quyết kháng chiến
- Giành quyền độc lập hoàn toàn
- Tăng gia sinh sản
- Gây dựng nền kinh tế quốc dân

Chương trình để thực hiện: Quy định Hiến pháp để củng cố nền dân chủ cộng hòa; thành lập một Chính phủ quốc gia liên hiệp do Quốc hội cử ra; thống nhất chính quyền từ trên xuống dưới; thực hiện một chế độ hành chính cần kiệm, liêm khiết; nâng cao các dân tộc thiểu số theo tinh thần bình đẳng; thân thiện với các nước Đồng minh nhất là Trung Quốc; mật thiết liên lạc với Miên và Lào; đối với Pháp, tranh đấu cho đến hoàn toàn độc lập,.v.v
Chương trình này đưa ra khi thành lập Mặt trận để phục vụ cho công tác bầu cử. Tuy nhiên sau đó vì nhiều lý do đã không tham gia cuộc bầu cử dự kiến ngày 18 tháng 12 năm 1945 sau lùi lại ngày 6 tháng 1 năm 1946.
Ngày 24 tháng 2 năm 1946, tại Đại sứ quán Trung Hoa, dưới sự chủ trì của tướng Tiêu Văn, hội nghị giữa các đảng phái Việt Minh, Việt Quốc, Việt Cách, Đảng Dân chủ đã thống nhất về việc thành lập Chính phủ liên hiệp kháng chiến, Cố vấn đoàn và Kháng chiến Ủy viên hội. Việt Cách và Việt Quốc nắm 4 bộ (Ngoại giao, Kinh tế, Xã hội và Canh nông).
Ngày 2 tháng 3 năm 1946 Quốc hội họp, thảo luận và đã thành lập Chính phủ liên hiệp kháng chiến gồm 12 thành viên, trong đó Hồ Chí Minh (lãnh đạo Việt Minh) làm Chủ tịch, Nguyễn Hải Thần (lãnh tụ Việt Cách) làm Phó Chủ tịch; Nguyễn Tường Tam (Việt Quốc) giữ Bộ trưởng bộ Ngoại giao; Vũ Hồng Khanh là Phó Chủ tịch Kháng chiến uỷ viên hội và Chu Bá Phượng (Việt Quốc) đảm trách bộ Kinh tế.

## Tan rã
Tuy nhiên, sự liên hiệp này rất lỏng lẻo. Tháng 7 năm 1946, nhân vụ án phố Ôn Như Hầu (Hà Nội), Việt Minh tấn công lực lượng của Đại Việt Quốc dân Đảng và công khai bằng chứng về một cuộc đảo chính. Các thành viên khác trong Mặt trận như Việt Quốc, Việt Cách cũng bị chỉ trích, buộc các lãnh tụ Nguyễn Hải Thần, Nguyễn Tường Tam, Vũ Hồng Khanh phải trốn sang Trung Hoa. Lãnh tụ Đại Việt Trương Tử Anh bị bắt giữ và đưa ra xét xử, thi hành án tử hình. Khi Pháp tái chiếm Đông Dương thì lực lượng Quốc dân Đảng đã bị tan rã. 
Một số thành viên như Bồ Xuân Luật, Hồ Đức Thành, Chu Bá Phượng, Phan Khôi, Trương Trung Phụng, Trúc Khê... thì theo Việt Minh.